# Eumerus erythrocerus
Eumerus erythrocerus är en tvåvingeart som beskrevs av Friedrich Hermann Loew 1858. Eumerus erythrocerus ingår i släktet månblomflugor, och familjen blomflugor. Inga underarter finns listade i Catalogue of Life.